# Ariobarzanes (Pontos)
Ariobarzanes (altgriechisch Ἀριοβαρζάνης Ariobarzánēs; † um 258 v. Chr.) war von 266 v. Chr. bis zu seinem Tod König des Reiches Pontos am Schwarzen Meer. Es ist wahrscheinlich, dass er bereits zu Lebzeiten seines Vaters Mitregent war.
Ariobarzanes war Sohn und Nachfolger von Mithridates I. Noch zu Lebzeiten seines Vaters erscheint er als Heerführer. Nach dem Tod von Lysimachos und Seleukos I. nützte er die Wirren aus und erweiterte das Reich. Er gelangte unentgeltlich in den Besitz der Stadt Amastris in Paphlagonien. Der dortige Herrscher konnte sich nicht mehr behaupten. Da der aber die Stadt nicht der verhassten Römischen Republik aushändigen wollte, obwohl diese ihm eine Geldsumme angeboten hatte, übergab er sie dem pontischen König.
Ariobarzanes verbündete sich, wie bereits sein Vater, mit den Galatern und wehrte mit ihnen einen Angriff des Ptolemaios II. ab. Zum Dank schenke er den Galatern die Stadt Ankyra. Die Freundschaft dauerte aber nicht lange und gegen Ende seiner Regierung war das Bündnis bereits wieder gebrochen.
Er starb kurz nach dem Feldzug des Seleukidenkönigs Antiochos II. gegen Byzanz. Sein Nachfolger wurde Mithridates II.